# SchulLV
SchulLV ist eine deutschsprachige Online-Lernplattform und eine App mit Original-Prüfungsaufgaben aller Bundesländer und Schularten inklusive Lösungen und Tipps sowie einem Digitalen Schulbuch mit Aufgaben, Skripten & Lernvideos für die Fächer Mathematik, Deutsch, Englisch, Biologie, Chemie, Physik, Geschichte und Geographie. Das Angebot verteilt sich hierbei auf eine Website sowie eine Android- und iOS-App für Smartphones und Tablets. Unterstützend bietet SchulLV einen YouTube-Kanal an, der verschiedene Lernvideos zu spezifischen Themen der Fächer Mathematik, Deutsch, Englisch, Biologie und Chemie zeigt. Zielgruppe sind vorwiegend Schüler und Lehrer.

## Geschichte
SchulLV wurde vom ehemaligen Lehramtsstudenten Mathias Junker (CEO) und Oliver Witt (CTO) im Oktober 2008 in Freiburg gegründet. Ziel war es, das erste digitale Lernverzeichnis für Schulen im deutschsprachigen Raum zu werden. Die Firmierung lautete zunächst MatheVZ. Nach einer Auseinandersetzung mit StudiVZ wurde MatheVZ in MatheLV und schließlich SchulLV umbenannt, wobei LV für Lernverzeichnis steht. Heute hat sich SchulLV an über 1.300 Schulen in Deutschland etabliert und stellt ein digitales Pendant zu den herkömmlichen Schulbüchern und Prüfungsvorbereitungsbücher dar. Das Unternehmen hat heute seinen Sitz in Karlsruhe.

## Digitales Lernverzeichnis
SchulLV ermöglicht den zeit- und ortsunabhängigen Zugang zu Übungsaufgaben, Lösungen, Spickzetteln, Lernvideos und Original-Prüfungsaufgaben aller Bundesländer und Schularten aus über acht Fächern. Das digitale Lernverzeichnis ermöglicht Differenzierung im Unterricht, sodass Fachberater aus Schulämtern stets an der Weiterentwicklung beteiligt sind. Die Inhalte stehen im HTML5-Format zur Verfügung und können geteilt werden. Über eine Klassenpinnwand können Nachrichten ausgetauscht werden sowie eigene Dateien für den Einsatz in Unterricht und Zuhause hochgeladen werden.

## App
Am 25. Januar 2016 wurde die iOS-Version der SchulLV-App im App Store veröffentlicht, die Android-Version erschien am 16. Januar 2016 im Google Play Store. Seit 6. Juli 2017 gibt es außerdem eine iOS-Version einer Lektürehilfen-App, die über 10 Lektürehilfen zu abiturrelevanten Lektüren und deutschen Klassikern beinhaltet. Die Apps werden regelmäßig upgedatet und so um neue Inhalte oder Funktionen ergänzt. Der Inhalt des Portals www.SchulLV.de und der Apps sind deckungsgleich, die Apps verfügen jedoch über verschiedene Funktionen wie die Offline Verfügbarkeit (iOS-Version), Such- und Filterfunktionen, das Anlegen eigener Themenlisten und das Teilen von Inhalten.